# Zakáki
 (mai 2017).
Zakáki (grec moderne : Ζακάκι) est l'un des quartiers de Limassol de Chypre de plus de 5 874 habitants.

## Histoire
Jusqu'en 1972, il s'agissait d'un village qui a été incorporé à la ville de Limassol.